# Recklinghausen
Recklinghausen – miasto powiatowe w zachodniej części Niemiec, w kraju związkowym Nadrenia Północna-Westfalia, w rejencji Münster, siedziba powiatu Recklinghausen. Leży w północnej części Zagłębia Ruhry.
Główny dworzec kolejowy w Recklinghausen to Recklinghausen Hauptbahnhof.

## Gospodarka
W mieście rozwinął się przemysł maszynowy, materiałów budowlanych oraz chemiczny.

## Współpraca
Miejscowości partnerskie:
- Akka, Izrael
- Bytom, Polska
- Dordrecht, Holandia
- Douai, Francja
- El Progreso, Honduras
- Preston, Anglia
- Schmalkalden, Turyngia